# Una nuova vita (Crewe)
Una nuova vita (The New Life) è il romanzo d'esordio dello scrittore britannico Tom Crewe, pubblicato da Simon & Schuster nel 2023.
Il romanzo è stato accolto positivamente dalla critica, ha vinto l'Orwell Prize per la Fiction politica ed è stato tradotto in tedesco, francese, olandese, spagnolo e italiano.

## Trama
Il processo a Oscar Wilde attira le attenzioni dell'opinione pubblica vittoriana sugli omosessuali, mettendo a rischio le vite di altri uomini gay del periodo, tra cui John Symonds e Henry Ellis.

## Edizioni
- Una nuova vita, traduzione di Monica Pareschi, Torino, Einaudi, 2024, ISBN 978-8806262433.